# هیدخان باباجی

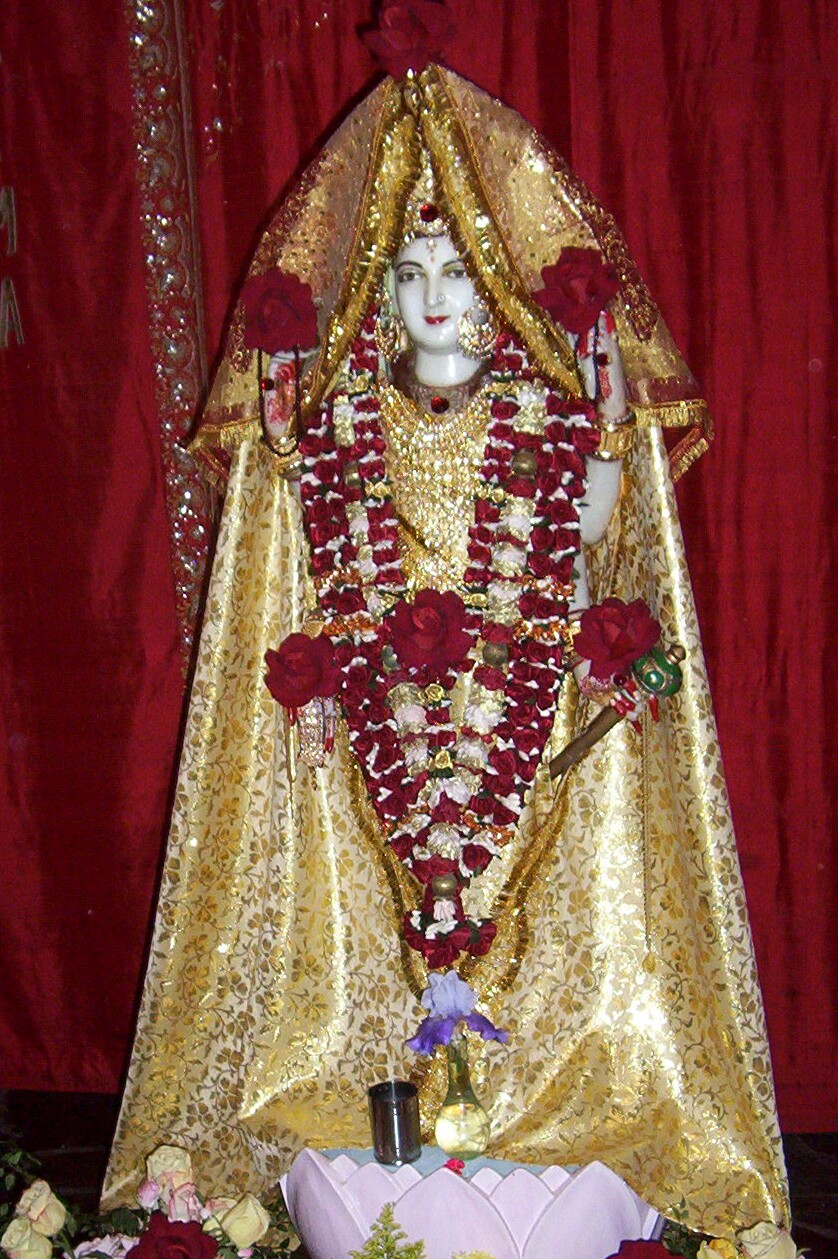

هیدخان باباجی یا به‌طور ساده‌تر (باباجی)، یا آن طور که مریدانش او را می‌خواندند "بوله بابا " (پدر ساده)، آموزگاری معنوی بود که بین سال‌های ۱۹۷۰ تا ۱۹۸۴ میلادی در روستای هیدخان، در منطقهٔ اوتاراکند
هندوستان ظاهر شد.

## زندگی
هیدخان باباجی در ماه جون سال ۱۹۷۰ در روستایی دور به نام هیدخان (تلفظ :هراخان) در کوه‌های هیمالیا، نزدیک کوه مقدس کایلاش در اوتاراکند هندوستان ظاهر شد. مریدان او را یک ماهاواتار، یا تجلی ای انسانی از خداوند می‌دانند که از مادر زاده نشده‌است.
بر اساس گزارش‌ها، هیدخان باباجی در اواخر ماه سپتامبر سال ۱۹۷۰ میلادی، به مدت ۴۵ روز بر فراز کوه کالش، بدون آن که جای نشستن خود را ترک کند، به مراقبه پرداخت.
سال بعد باباجی با سفر به نقاط مختلف هندوستان، به اشاعهٔ آموزه‌ها و پیام‌ها، و انجام مراسم‌های مذهبی پردخت. در این مدت مریدان زیادی از جمله برخی ستارگان سینمای هند و غربی‌های بسیای جذب او و آموزه‌هایش شدند.
باباجی در فوریه سال ۱۹۸۴ میلادی در گذشت. او را در اشرام هراخان به خاک سپردند.
هیدخان باباجی پیش از مرگش دربارهٔ آن گفت:
«این بدنی که می‌بینید روزی خواهد خشکید. این بدن هیچ نیست. این بدن فقط برای خدمت به مردم این‌جا است. حتی بدن من به این دنیا آمده‌است تا وظیفه‌ای را برای نفع تمام انسان‌ها و موجودات زنده انجام دهد»

## آموزه‌ها
باباجی همیشه این حقیقت را بیان می‌کرد که " تمام ادیان و مذاهب در حقیقت، سادگی و عشق خلاصه شده‌اند ". او همیشه بر زندگی ای ساده، بر پایهٔ عشق و حقیقت تأکید می‌کرد.
او با این که مراسم مذهبی محلی را انجام می‌داد، همیشه بر این نکته تأکید می‌کرد که او برای احیا و زنده کردن ساناتا دارما، یا دین و روش جاویدان، به جای احیای دین هندو یا هندو دارما آمده‌است. ساناتا دارما دین و سنتی است که از ابتدای آفرینش جهان بوده‌است. او گفت "من آمده‌ام تا بشریت را به مسیری بالاتر و متعالی تر هدایت کنم، من به هیچ دینی تعلق ندارم، بلکه به تمام ادیان احترام می‌گذارم. من خواستار تعالی کل بشریت هستم."
او وحدانیت تمام ادیان را این گونه توضیح داد: "در هر شهری همیشه نقطه‌ای مرکزی وجود دارد، محل و نقطه‌ای که تمام خیابان‌ها از بیرون و داخل شهر بدان ختم می‌شوند، همین گونه، همهٔ ادیان به یک نقطه ختم می‌شوند، و آن خود خداوند است، پس هر دینی را که دنبال کنید در پایان به خدا می‌رسید، ما همه یکی هستیم، با همدیگر و با خدا".
او گفت: " شما در هر کاری که انجام می‌دهید باید به دنبال هارمونی و هماهنگی باشید. من هارمونی هستم. از عشق و محبت شما سپاسگزارم."
هیدخان باباجی گفت: "هر کس می‌تواند پیرو هر دینی باشد، اما او باید مهربان و رحیم باشد".
او گفت: "جهان در آشفتگی و پریشانی است، و از سه درد در حال رنج بردن است: درد فیزیکی، معنوی و روانی، و فقط یک راه برای درمان همهٔ این دردها وجود دارد. غیر انسانی بودن و بی عاطفگی باید ریشه کن شود و محبت و مهربانی جایگزین آن شود ". "تنها انسان راستین انسانی است که پیرو نوع دوستی و بشر دوستی است، این تنها راه موفقیت در زندگی است ."
همهٔ آموزه‌های باباجی بر اساس اصل کارما یوگا هستند. زیرا او همیشه بر ضرورت کار و تلاش و کوشش و انجام وظیفه تأکید می‌کرد.
او می‌گفت: "کار عبادت است؛ و کار زیاد و سخت بهترین تمرین معنوی است "، "هنگامی که شما در پی انجام کارهای خوب و خصلت‌های نیکو هستید، خوابی راحت و اشتهایی خوب دارید و افکار بد به ذهنتان خطور نمی‌کنند. در غیر این صورت، شما همیشه در حال سرزنش و انتقاد دیگران هستید. بیکاری، ذهن شما را به سرزنش و انتقاد دیگران سوق می‌دهد. کارما، فعالیت، تنها چیزی است که تمام بدی‌ها را به دور می‌راند ". او همچنین، انجام دادن کامل کار را، معنای واقعی کریا یوگا می‌دانست.
او از مریدانش، درخواست تکرار نام خداوند، یا جاپا را در حال انجام کارما یوگا و فعالیت می‌کرد. او می‌گفت که نام خداوند قدرتمندترین صدا و صوت کاینات است، قدرتمندتر از هزار بمب اتمی و هیدروژنی، و این که نام خداوند تنها واقعیت است.
باباجی مخصوصاً مانترا یا ذکر ام ناما شیوای را، به خاطر خواص حفاظت‌کنندهٔ آن پیشنهاد می‌کرد، اما در عین حال می‌گفت هر کس می‌تواند نام خداوند را آن طور که دین او یاد داده‌است تکرار کند.
هیدخان باباجی دربارهٔ انقلاب کبیر الهی یا ماها کرانتی که در حال آمدن است هشدار داد. او گفت که ماها کرانتی یا انقلاب کبیر با زلزله، سیل، جنگ و حوادث همراه خواهد بود. او با تشویق به مقاومت در برابر این نا آرامی‌ها گفت: "با شجاعت در مسیر قدم بردارید، بروید و شرایط و وضع زندگی بشریت را بهبود ببخشید و مسیر حق و راستی را بنیان گذارید…، برای حقیقت بجنگید! برای آن که هر روز زندگی کنید، نیاز به شجاعت بسیاری دارید".
او گفت: "همه چیز در این جهان گذرا است، هیچ واقعیتی ندارد. واقعیت آن است که در راه حقیقت پیش بروید، با اولیا و مردم مقدس همنشین باشید، و به مردم خدمت کنید ".
او با تشویق بر کمک به ضعیفان و نیازمندان گفت: " شما باید به مناطقی از کشورتان که محروم مانده‌اند و فقیر هستند بروید و شرایط زندگی آن‌ها را بهبود ببخشید، و به آن‌ها پاکیزگی و اخلاق نیکو یاد دهید. خدمت واقعی و از عمق قلب به نیازمندان، خدمت به خداوند است."

## روال و برنامهٔ معنوی
باباجی معمولاً ساعت ۳ صبح، روز خود را با حمامی در آب سرد رود گنگ، و بعد از آن مراقبه و مراسم مذهبی آتش شروع می‌کرد. ساعت ۵ صبح مراسم چاندان (خال‌گذاری روی پیشانی) را با مریدان انجام می‌داد و ساعت ۶ صبح مراسم مذهبی آرتی (آواز مذهبی) را شروع می‌کرد. سپس تا ظهر همه نوعی کارما یوگا یا فعالیت فیزیکی انجام می‌دادند. در ظهر، تنها غذای روز صرف می‌شد و بعد از آن در بعد از ظهر دوباره کارما یوگا و فعالیت انجام می‌شد. بعد از ظهر، باباجی مراسم دارشان، یا دیدن اختصاصی مریدان را انجام می‌داد. بعد از آن حمامی دوباره و مراسم آرتی دیگری انجام می‌شد. در پایان باباجی به سخنرانی و آموزش می‌پرداخت.

## هویت
بسیار از هیدخان باباجی سؤال می‌شد که او کیست و او اکثراً در جواب خود را هراخان بابای قدیمی، که در همان روستای هیدخان بین سال‌های ۱۸۶۰ تا ۱۹۲۲ میلادی می‌زیست معرفی می‌کرد. برخی اوقات هم خود را ماها آواتار باباجی معروف معرفی می‌کرد.
باباجی خود را "پیام‌آور انقلاب " معرفی می‌کرد و پیروانش را به اشاعهٔ پیامش تشویق می‌کرد.
ماهاپرابوجی (نام دیگر او)، زمانی گفت: "من بوله بابا، پدر ساده هستم. من هیچ کس و هیچ چیز نیستم. من فقط آیینه‌ای هستم که شما می‌توانید خود را در آن ببینید. من مانند آتش هستم، زیاد از من دور نشوید که گرم نمی‌شوید، زیاد نیز نزدیک نشوید که خودتان را می‌سوزانید. نام من ماهاپرابوجی (خدای بزرگ) است ". "من گورو و استاد کسی نیستم، بلکه گورو و استاد گوروها هستم " "من همه جا هستم، در هر نفس شما. من آمده‌ام تا به شما وحدانیتی نشان دهم ورای جدایی، من رهایی ای به شما نشان خواهم داد که در تصورتان نمی‌گنجد. شما باید به دنبال این آگاهی باشید که همهٔ ما یکی هستیم. در هر کاری که می‌کنید، به دنبال هماهنگی و هارمونی باشید. اگر شما در آرامش و صلحید، من هم در آرامشم، اگر شما در نگرانی و سختی هستید، من هم ناراحتم. اگر شما خوشحالید، من هم خوشحالم. خوشحال و شاد باشید، ایمان داشته باشید، همه چیز به ایمان بستگی دارد ."